# Niedźwiedź (gromada w powiecie ostrołęckim)
Niedźwiedź – dawna gromada, czyli najmniejsza jednostka podziału terytorialnego Polskiej Rzeczypospolitej Ludowej w latach 1954–1972.
Gromady, z gromadzkimi radami narodowymi (GRN) jako organami władzy najniższego stopnia na wsi, funkcjonowały od reformy reorganizującej administrację wiejską przeprowadzonej jesienią 1954 do momentu ich zniesienia z dniem 1 stycznia 1973, tym samym wypierając organizację gminną w latach 1954–1972.
Gromadę Niedźwiedź z siedzibą GRN w Niedźwiedziu utworzono – jako jedną z 8759 gromad na obszarze Polski – w powiecie ostrołęckim w woj. warszawskim, na mocy uchwały nr VI/10/10/54 WRN w Warszawie z dnia 5 października 1954. W skład jednostki weszły obszary dotychczasowych gromad Cięćk, Krysiaski i Niedźwiedź ze zniesionej gminy Myszyniec w tymże powiecie. Dla gromady ustalono 18 członków gromadzkiej rady narodowej.
31 grudnia 1959 z gromady Niedźwiedź wyłączono wieś Krysiaki, włączając ją do gromady Wolkowe w tymże powiecie, po czym gromadę Niedźwiedź zniesiono a jej (pozostały) obszar włączono do gromady Wykrot tamże.